# 망양현
망양현(베트남어: Huyện Mang Yang / 縣芒楊)은 베트남 중부 고원 지방 잘라이성의 현이다.

## 행정 구역
망양현은 1시진, 11사를 관할하고 있다.

### 시진
- 꼰정 시진 (Thị trấn Kon Dơng, 崑容市鎭)

### 사
- 아윤사 (Xã Ayun)
- 닥드르장 사 (Xã Ðắk Drjăng)
- 닥즈따 사 (Xã Ðắk Jơ Ta, 得居些社)
- 닥따레이 사 (Xã Đắk Ta Ley, 得些雷社)
- 닥쪼이 사 (Xã Ðắk Trôi, 得㵢社)
- 닥야 사 (Xã Ðắk Ya, 得亞社)
- 데아사 (Xã Đê Ar, 得阿社)
- 흐라사 (Xã Hra)
- 꼰찌엥사 (Xã Kon Chiêng, 崑征社)
- 꼰툽사 (Xã Kon Thụp, 崑拾社)
- 르빵사 (Xã Lơ Pang, 勒邦社)

## 갤러리

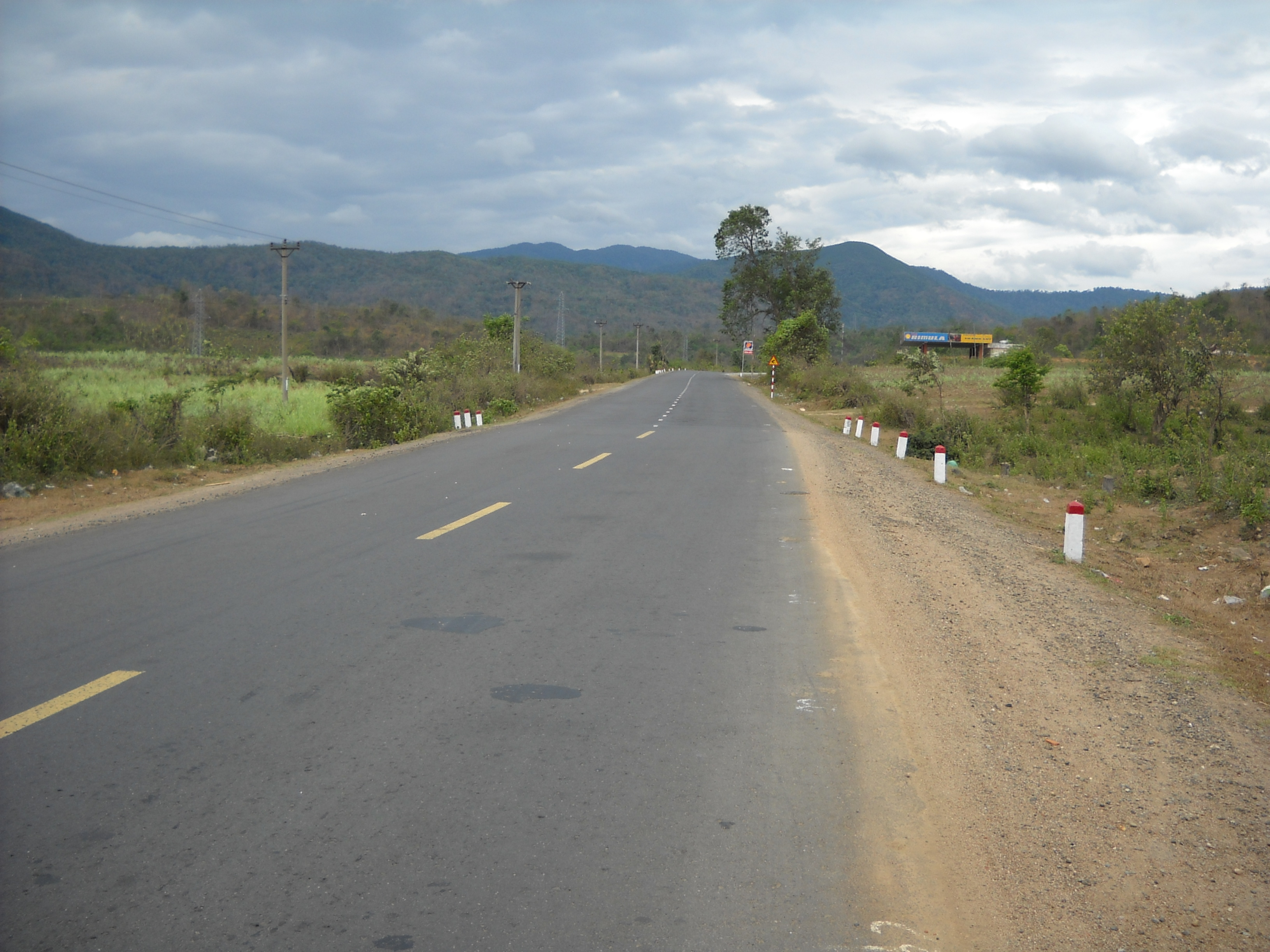
중부 공원 지방의 남쪽
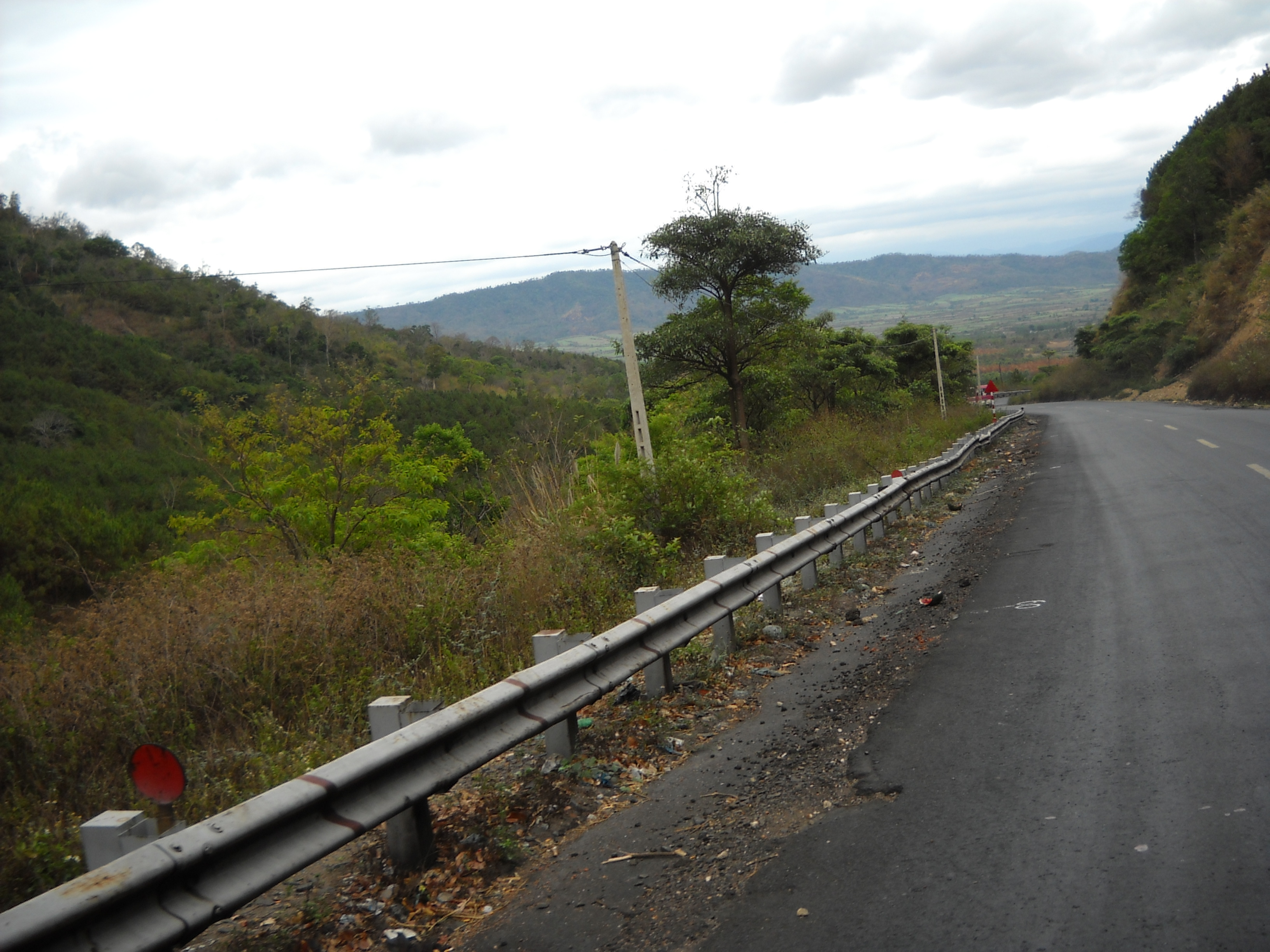
망양 사찰
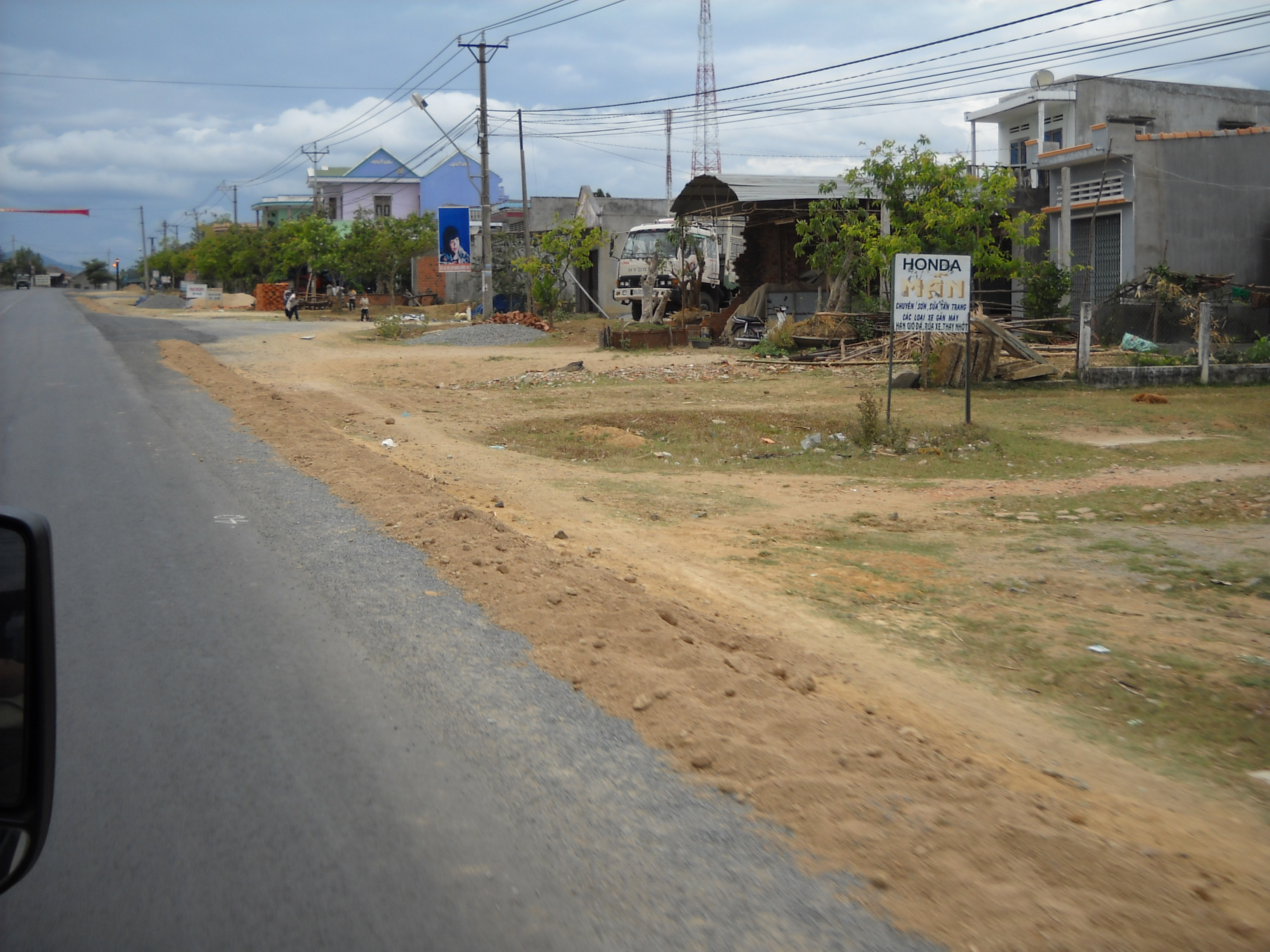
꼰동 시진
969년 망양현
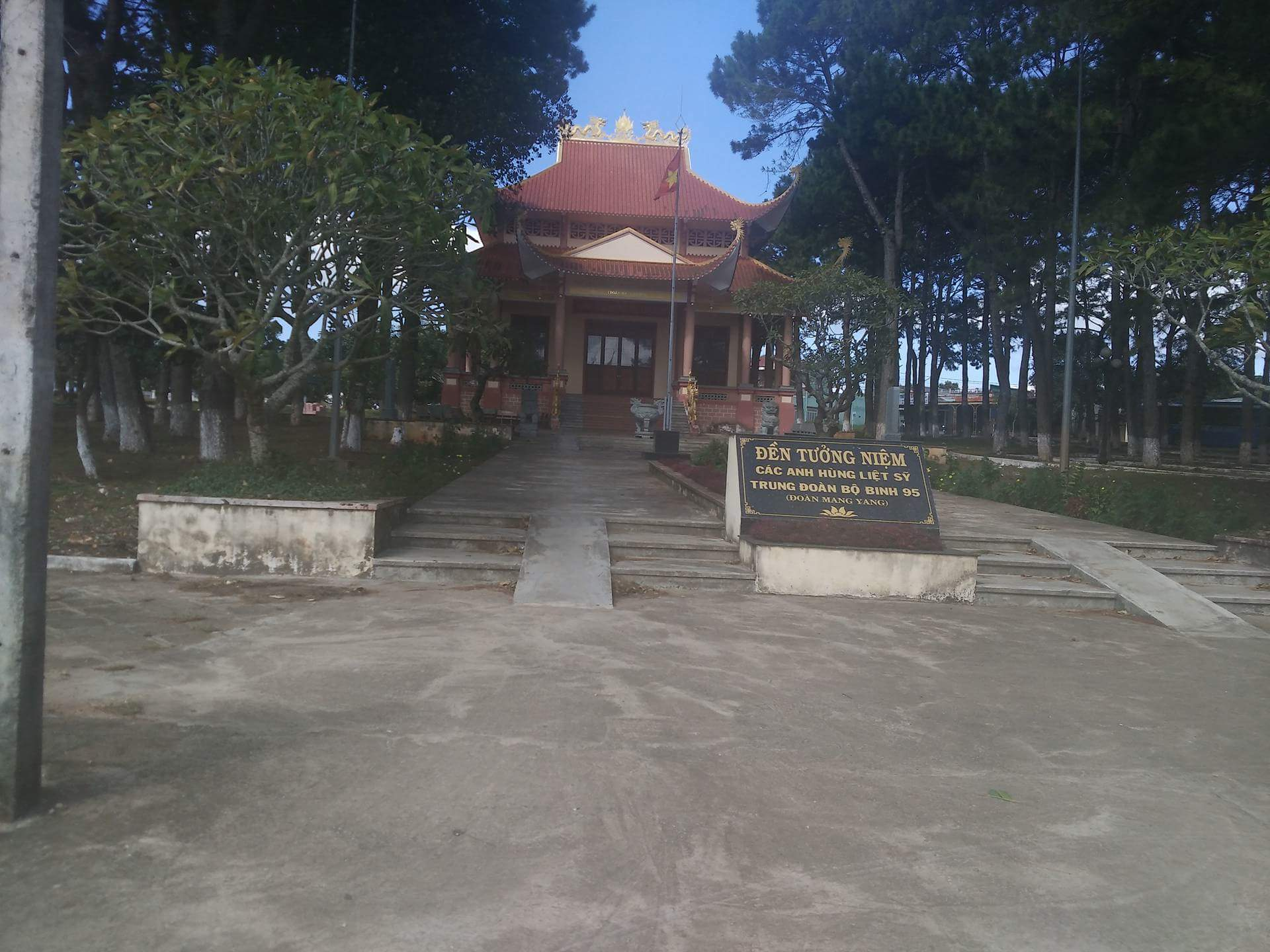
95보병연대의 순교를 기념하기 위한 사당
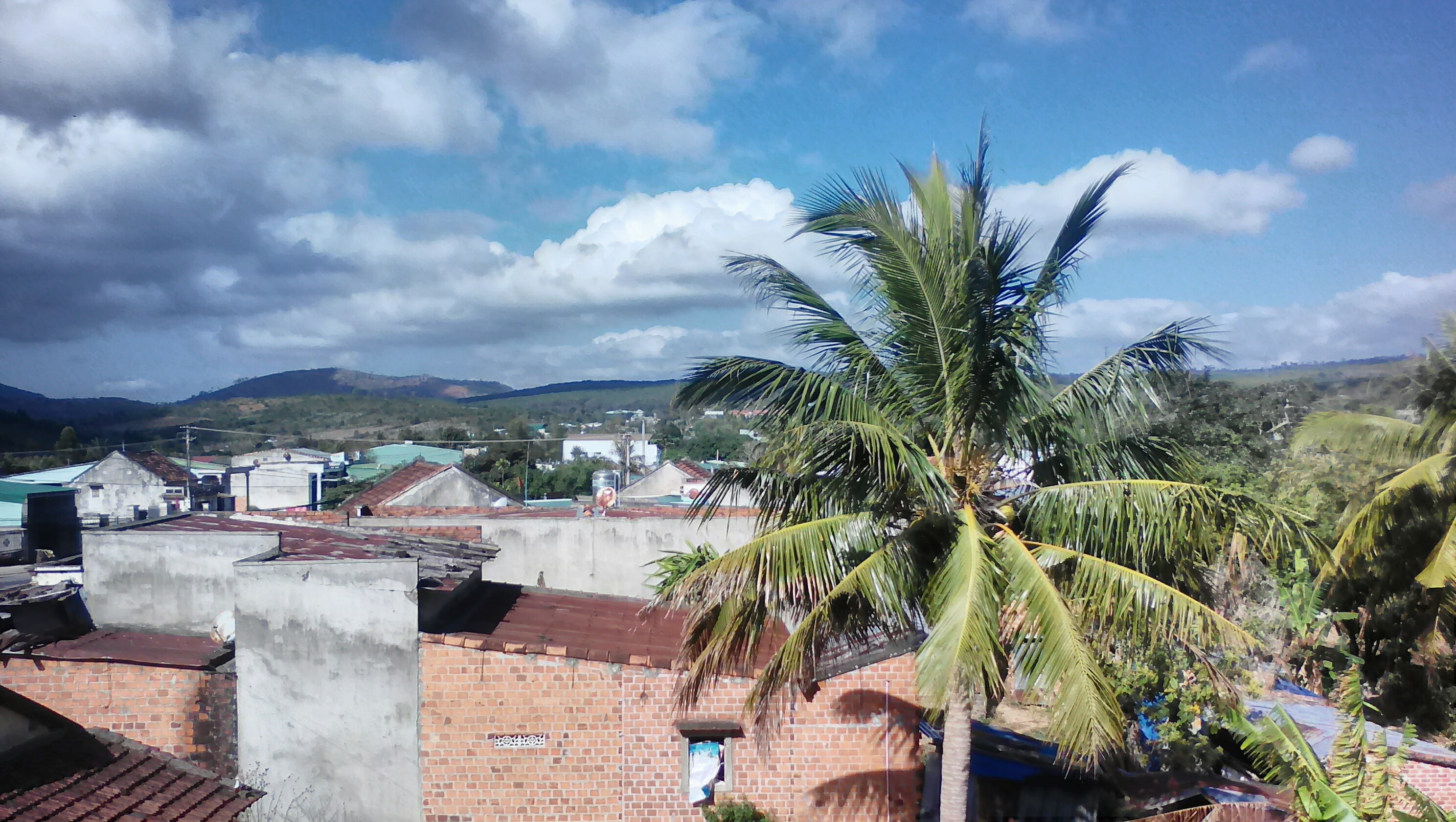
푸다인, 흐라사
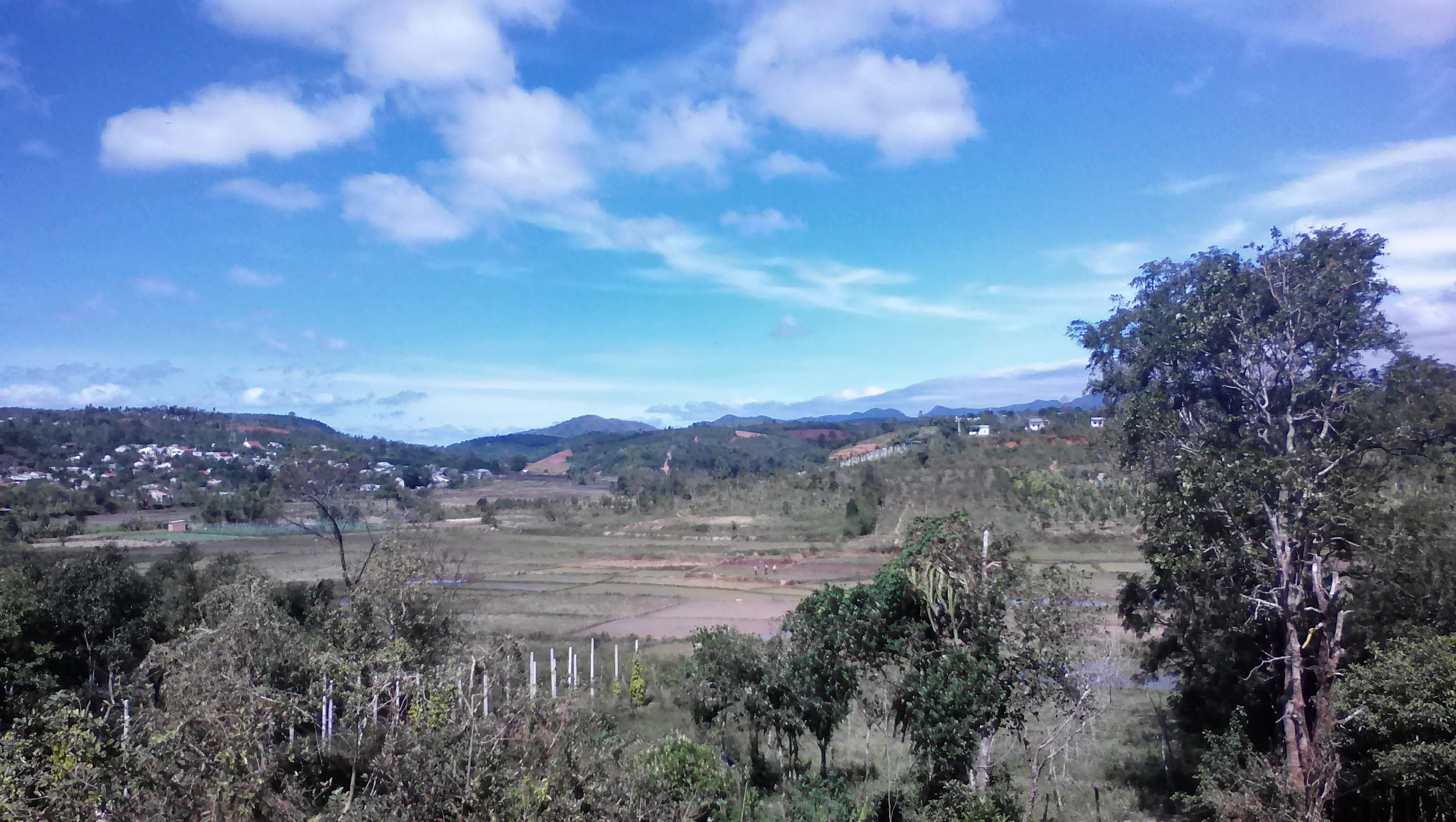
흐라사
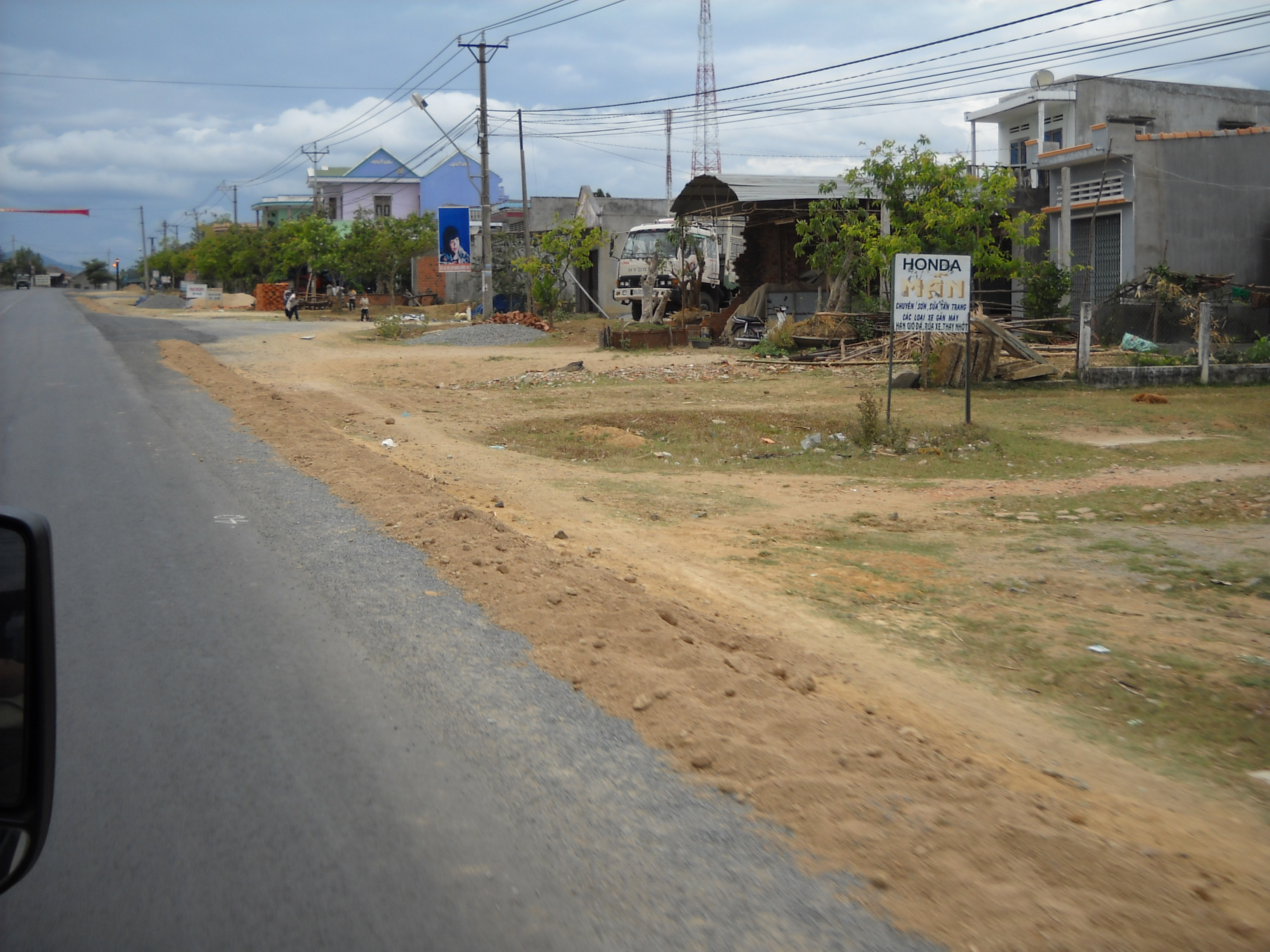
꼰동 시진